# Actio redhibitoria
Die actio redhibitoria (dt. Wandelung) war eine Klage des römischen Rechtes. Mit ihr konnten auf dem Markt getätigte Kaufverträge über Sklaven und Zugtiere rückabgewickelt werden. Im Gegenzug wurde der Kaufpreis rückerstattet.
Diese zu Zeiten des prozessualen Legisaktionenverfahrens entwickelte actio wurde bereits vom Komödiendichter Plautus (etwa 250–184 v. Chr.) beschrieben. Die Entwicklung der Wandelung als Rechtsinstitut verknüpft sich mit der der Stipulation, denn der Verkäufer konnte diese als zusätzliche Garantie für etwaige Sachmängel vereinbaren. Der Umfang der Gewährleistung richtete sich dabei nach einer individuellen Stipulationsformel. Für den Marktkauf führte die Übernahme der Gewährleistung zur Herausbildung der honorarrechtlichen actio redhibitoria.
Die zuständigen Marktmagistrate, kurulische Ädilen, erließen auf Grund guter Sitte Edikte, die den Verkäufern auftrugen, anhaftende Fehler des Sklaven beziehungsweise Viehs öffentlich kundzutun (palam recte pronuntianto bzw. dicunto). Fehler konnten neben Krankheiten, charakterliche Schwächen oder Fluchtneigung sein. Nicht offensichtliche Fehler, die nicht angezeigt wurden, führten über die ädilische actio redhibitoria zur Rückgabe des Sklaven binnen einer Frist von sechs Monaten. Gegebenenfalls stand alternativ mit der actio quanti minoris ein Anspruch auf Minderung des Kaufpreises binnen eines Jahres zur Verfügung. Daneben hatte der Käufer die Gewährleistungsansprüche aus Stipulation. Mangelte es daran, hatte der Käufer lediglich die actio redhibitoria oder die actio quanti minoris zur Verfügung. Unerheblich war, ob der Verkäufer den Fehler kannte.
In den Digesten findet sich die actio redhibitoria im 1. Kapitel des Buchs XXI: De aedilicio edicto et redhibitione et quanti minoris. Über die Digesten fand die actio redhibitoria Einlass in die kontinentaleuropäischen Kodifikationen. Die Wandelung wird in Deutschland in § 462 BGB a. F. geregelt, in Österreich in § 932 ABGB und in der Schweiz in Art. 205 OR. Als action rédhibitoire findet sie sich in Art. 1644 des französischen Code civil wieder und als acción redhibitoria in Art. 1484 ff. des spanischen Código civil.